# Völkerschlachtdenkmal (Elsnigk)

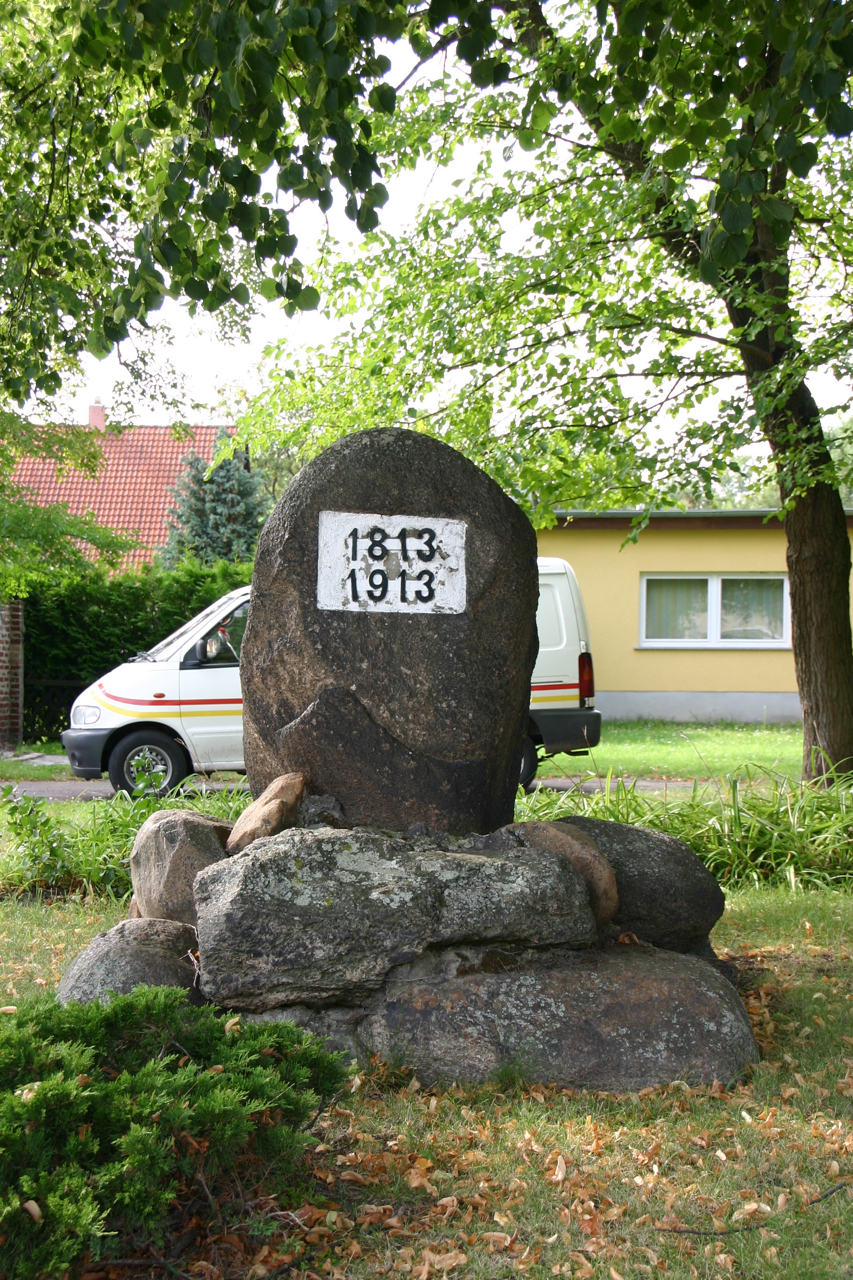
Ansicht von Osten

Das Völkerschlachtdenkmal von Elsnigk ist ein Gedenkstein in der Einheitsgemeinde Osternienburger Land im Landkreis Anhalt-Bitterfeld in Sachsen-Anhalt. Das Kleindenkmal steht unter Denkmalschutz und ist im Denkmalverzeichnis mit der Erfassungsnummer 094 70758 als Baudenkmal eingetragen.

## Lage
An der Ecke der Elsnigker Bahnhofsstraße zur Osternienburger Straße befindet sich die Gedenkanlage östlich der Feuerwehr und südlich der Kirche im Ortszentrum von Elsnigk.

## Geschichte und Gestalt
Relativ viele Dörfer in Köthener Land errichteten im Jahr 1913 anlässlich des 100. Jahrestages der Völkerschlacht bei Leipzig eine Gedenkanlage. Diese ähneln sich häufig im Aufbau, unterscheiden sich dabei nur in Details. Gemeinsam ist ihnen der senkrecht stehende Findling, der als Inschriftstein dient, in der Mehrzahl der Fälle, so auch in Elsnigk, steht dieser auf einem Steinhaufen von größeren und kleineren Steinen.
In Elsnigk trägt der Stein die schlichte Aufschrift 1813 / 1913, für die mit weißer Farbe ein Textfeld geschaffen wurde. Das sonst recht typische Eiserne Kreuz scheint hier zu fehlen. Aufgrund dieser einfach gehaltenen Gestaltung zählen die Völkerschlachtdenkmäler zum Grenzbereich der Kriegerdenkmäler, da ihnen ein künstlerischer Wert abgesprochen wird.